# Lygodium smithianum
Lygodium smithianum là một loài dương xỉ trong họ Lygodiaceae. Loài này được C. Presl mô tả khoa học đầu tiên năm 1845.